# 中国2010年上海世界博览会葡萄牙馆
中国2010年上海世界博览会葡萄牙馆是2010年上海世博会上代表葡萄牙的展馆，位于世博园区C片区，占地面积2000平方米。葡萄牙馆的主题为“葡萄牙，一个面对世界的广场；葡萄牙，一个充满能量的世界”。
葡萄牙馆的外墙使用当地特色的软木作为材料，内部设计则参考了著名的里斯本商业广场。展馆内有四大展区。第一展区为“葡萄牙——中国五百年之会”，展示了葡中交往的历史，包括了利玛窦编写的历史上第一部葡汉辞典、乾隆皇帝写给诺泽一世（Joseph I of Portugal）国王的书信等文物。第二展区中播放一部短片《葡萄牙，一个能源的世界》。第三展区为“葡萄牙——一个能源世界”，展现了葡萄牙在可再生能源方面的创新科技。最后一个展区则是个“今日葡萄牙”广场，其中有礼品店、品酒区等。